# 호호 (축구 선수)
페드루 미겔 카르발류 데우스 코헤이아(포르투갈어: Pedro Miguel Carvalho Deus Correia, 1990년 8월 6일 ~ )는 호호(Ró-Ró)라는 이름으로 알려져 있는 카타르의 카보베르데계 축구 선수이며 포지션은 센터백이다. 현재는 알사드 소속으로 뛰고 있고, 포르투갈 출신이다.